# Brú na Bóinne
A Brú na Bóinne (IPA: ˈbˠɾˠuː n̪ˠə ˈbˠoːn̪ʲə; jelentése: ’a Boyne menti szálláshely’; angol neve: Bend of the Boyne, azaz „Boyne-kanyarulat”) neolitikus kamrasírok, állókövek, kőkörök és más megalitikus leletek nemzetközi viszonylatban is rendkívül jelentős régészeti együttese Írországban, Meath megyében található, a Boyne folyó kanyarulatától közrezárt völgyületben, 12 kilométerre Drogheda városától. A folyó bal partján, hozzávetőlegesen 780 hektáros területen negyven neolitikus, körülbelül  ötezer éves kamrasír található, közülük a legismertebb a folyosós Newgrange, Knowth és Dowth. A Brú na Bóinne-i komplexum 1993 óta szerepel a UNESCO világörökségi listáján.

## Története
Az emberi jelenlétre utaló legkorábbi nyomok a késői mezolitikumra mutatnak vissza, ekkorra datálhatóak a Newgrange közelében talált, ember által készített kovakő szerszámok. Az ezt követő neolitikumból már településnyomokra is bukkantak a régészek. Kr. e. 4000 körül megindult a környező erdőterületek irtása, és az itt élő népesség mezőgazdasági termelést folytatott. Kis alapterületű (többnyire 4×7 m-es), négyszögletes alaprajzú faházakban éltek, és különféle munka-, illetve vadászeszközöket állítottak elő kőből, kovából, emellett a kézi agyagmegmunkálás technikáját is ismerték.
E korai népesség helyét a Kr. e. 4. évezredben egy eltérő kultúrájú népelem vette át, amelynek analógiáit az európai atlanti régió és a Balti-tenger nyugati vidékének régészeti műveltségeiből ismerjük. Kör alaprajzú (többnyire 7 m-es átmérőjű) faházakban laktak, kézművességük magasabb fejlettségi szinten volt, bár e népesség is csak a követ volt képes megmunkálni. Ők építették a ma ismert negyven megalitikus sírt és díszítették a körülöttük található szegélyköveket.
Kr. e. 2500 körül a szomszédos Britannián zajló kulturális változások az Ír-szigetet is elérték. Az új műveltség képviselői technikailag ugyan nem sokkal voltak fejlettebbek a korábbi népességnél, de fejlett vallási életük örökségei a Boyne völgyében mindmáig megtalálható kőkörök.

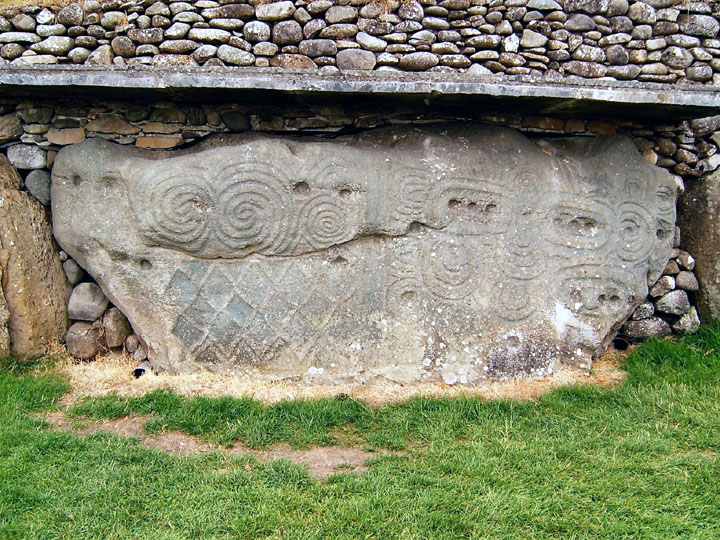
Díszített szegélykő Newgrange tumulus északkeleti oldalán

A népesség kontinuitása mintha ebben a korban megszakadt volna, a Kr. e. 2400 utáni két évezredből – a bronzkorból és a korai vaskorból – nem ismerünk emberi megtelepedésre utaló régészeti bizonyítékokat. A vaskor végén, de főleg a 7. századtól azonban az egykori megalitikus sírokat jól védhető kistelepülésekké alakították át a kelták. A kamrasírok fölé emelt, nemritkán 10 méter magas mesterséges földhalmok középső részéből elhordták a földet, s a halomsír pereme szolgált a település védelmére. A 9. században Knowth Észak-Brega királyainak székhelye volt mint körülárkolt földvár, 12. századi források szerint pedig a Knowth- és a Newgrange-halomsírok családi gazdaságok helyszínéül szolgáltak.
1690. július 11-én a közelben zajlott le a boyne-i csata, amelynek során az angol II. Jakab katolikus serege megsemmisítő vereséget szenvedett a protestáns Orániai Vilmostól, ami utat nyitott a protestánsok írországi terjeszkedése előtt. Ezzel egy időben, a 17. század vége felé fedezte fel a newgrange-i kamrasírt egy építőkő után járó ír parasztember, aki felfedezéséről úgy adott számot, hogy barlangra talált. (Jóllehet, a knowthi sírkamra létezéséről már a középkorban is tudhattak, erről vallanak a folyosó kövein található ogamírások.)
Noha 1941-ben Robert Alexander Stewart MacAllister már ásatott Knowthnál, a tudományos régészeti feltárások csak 1962-ben vették kezdetüket Michael J. O’Kelly és George Eogan archeológusok vezetésével. A Boyne jobb partján, Donore falu közelében 1997-ben nyílt meg a látogatókat szervezetten fogadó Brú na Bóinne Visitor Centre, ahonnan buszok szállítják a turistákat Newgrange-hez és Knowthhoz. A látogatók számát a régészeti terület kezelősége napi hétszáz főben maximalizálta.

## Mitológiai jelentősége
A leletegyüttes régisége, kultikus jelentősége megragadta a korai ír elbeszélők képzelőtehetségét is. Ennek megfelelően a Brug na Bóinne (korábbi ír helyesírással) jelentős szerepet tölt be az Ír mitológia mitológiai ciklusában, mint a Tuatha Dé Danann egyik királyának, a Dagdának szálláshelye, és mint ún. sídh (tündérdomb). A történetek – egy uralkodó szálláshelyéhez méltóan – részletekbe menően fölsorolják a Brug udvarának népét. Ezen a szálláshelyen gyűltek össze a Tuatha Dé legjobb kovácsai, hárfásai, gyógyítói.
Egyes források szerint a szálláshely korábban Boand istennőnek, a Boyne (Bóinn) folyó istennőjének szállása volt, aki a Dagda szeretőjeként bukkan fel a korai történetekben.
Kettejük szerelmének gyümölcse Angus (Óengus) Óg, a költészet pártfogója. A történetek szerint Angus – Manannán mac Lir segítségével – csellel megszerezte apjától, a Dagdától Brug na Bóinnét. Ez a csel igen leleményes volt, mert Angus csupán egy napra és egy éjszakára kérte el apjától házát. Amikor apja visszaköltözött volna, Angus azzal érvelt, hogy apja ígéretében egész életére odaadta, hiszen az élet, az idő egy napból és egy éjszakából áll – amelyek sorra követik egymást. A Dagda és háza népe ezek után elhagyta a Brugt, és Angus örökre birtokába vette azt. A későbbi, más ciklusokba tartozó történetekben (például Diarmuid és Gráinne kalandjai) is megjelenik a Brug, de ezekben már mint Angus szálláshelye kap szerepet, külön jelentősége ezekben az elbeszélésekben nincs.

## A leletegyüttes
Mindhárom jelentős sír megközelítőleg 10 méter magas, masszív mesterséges domb, mintegy 85–90 méteres átmérővel, területük egyenként 0,6 hektár. Kívül 2 méteres, fekvő szegélykövek veszik őket körbe, sokuk a megalitikus korra jellemző geometrikus díszítésekkel: hullám- és cikcakkvonalakkal, spirálokkal, félkörökkel és körökkel, rombuszokkal stb. A régészeti ásatások és a járulékos geológiai vizsgálatok bebizonyították, hogy a különféle építményekhez felhasznált köveket nagyrészt helyben, mintegy 20 kilométeres sugarú körön belül fejtette ki a neolitikus lakosság. Vannak azonban olyan kvarc- és gránitkövek is az építőkövek között, amelyek a nagyobb távolságban lévő Wicklow és Dundalk környékéről kerültek ide.
Az évezredekkel ezelőtt a mai Kelet-Írországban virágzott kultúra jelentőségét világítja meg a tény, hogy a Brú na Bóinne-i megalitikus emlékek az egyiptomi piramisoknál mintegy ötszáz, Stonehenge-nél pedig ezer évvel korábban épültek fel.

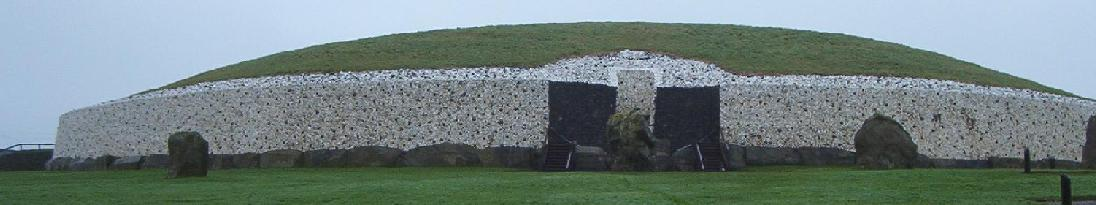
Newgrange

### Newgrange

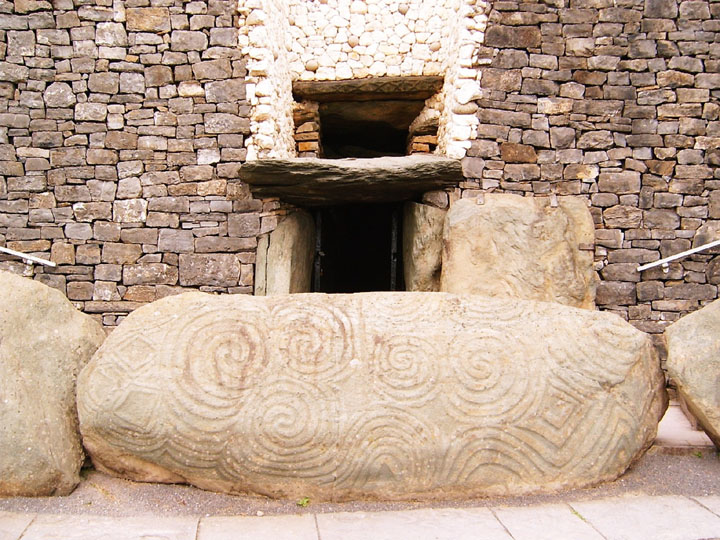
A newgrange-i kamrasír bejárata

Newgrange a Brú na Bóinne-i leletegyüttes legjelentősebb megalitikus síremléke. Kr. e. 3300 és 2900 között, feltehetően Kr. e. 3100 körül épült, az oválishoz közelítő alapjának átmérője 79 és 85 méter között változik, a kamrasír feletti halom magassága 11 méter. A halmot kilencvenhét szegélykő veszi körbe, nagy részük díszített, a legékesebbik, hármas spirálmintákkal borított kő a sír bejáratát díszíti. A délkeleti oldalon nyíló, 19 méteres folyosó vezet el a szabálytalan kereszt alaprajzú, 6 méter magas, boltozatos sírkamrába. Az oda vezető folyosót és a kamrát a megalitikus korra jellemző, geometrikus motívumokkal díszített kövek szegélyezik. A kamra közepén az ásatások során egy hatalmas kőtálat, benne égett emberi maradványokat találtak. A laboratóriumi vizsgálatok során az derült ki, hogy öt ember földi maradványairól van szó, azaz a newgrange-inek kiemelkedő jelentőségűnek kellett lennie a többi temetkezési helyhez viszonyítva.
A newgrange-i sír sajátos rituális jelentősége – amely egyben a korabeli népesség előrehaladott csillagászati ismereteiről is vall –, hogy a délkeleti bejárat fölötti nyitott fülkén keresztül téli napforduló idején tizenhét percen át besüt a nap, s fényével bevilágítja a sírkamrát. Az évente egyszeri, döbbenetes jelenség szintén megtekinthető, de ezen alkalmakra jegyek csak elővételben kaphatók, s az érdeklődőknek tíz-tizenöt évet is várniuk kell, mire sorra kerülnek.
Newgrange fő halomsírját néhány kisebb halomsír, s a Kr. e. 3. évezredre datálható monumentális kőkör tizenkét megmaradt állóköve veszi körbe.

### Knowth
Knowth Brú na Bóinne legrégibb megalitikus síremléke, feltehetően a Kr. e. 4. évezred végén épült. Newgrange-től 1 kilométerre északra, Dowthtól 2 kilométerre keletre található. A 10 méter magas, kör alaprajzú halom átmérője 85 méter, és 127 szegélykő veszi körbe. A Boyne völgyének sírjai közül a knowthi szegélykövei a leggazdagabban és a legművészibben díszítettek. A temetkezési hely mélye két sírkamrát rejt, amelyekbe nyugatról, illetve keletről vezet egy-egy folyosó.
A halom szélétől 34 méterre elhelyezkedő nyugati kamra közel négyszögletes alaprajzú és kétosztatú, a voltaképpeni két fülkét egy-egy alacsonyabb küszöbkő választja el egymástól, illetve a folyosótól. A folyosót és a kamrát orthosztátok (állókövek) szegélyezik, s a kamrát egyetlen hatalmas fedélkő zárja le. A keleti kamra 40 méterre helyezkedik el a meglehetősen szűk folyosó bejáratától, s a kamra a newgrange-ihez hasonlóan szabálytalan kereszt alaprajzú, 6 méter magas mennyezete boltozatos kialakítású. Az ásatások során előkerültek innen különféle kőtálak, amelyekben megégett emberi csontokat találtak a régészek. A feltételezések szerint ezek legkevesebb száz emberhez tartoztak. Sírmellékletként kőgyöngyök, medálok, szarvasagancs-csúcsból készített ruhaékek és egy kovából készült, gazdagon díszített hatalmi jelvény került elő.
Newgrange-hez hasonlóan Knowth sírkamráinak tájolása is figyelemreméltó: a felkelő nap napéjegyenlőség idején a keleti, míg napnyugtakor a nyugati folyosóba süt be. Az ásatások során a fő halom körül tizenhét kisebb halomsírt tártak fel a régészek. Emellett, minthogy a knowthi halmon a középkorban település is volt, mintegy harmincöt kelta gödörsírt is találtak. Az egyik sírlelet meglehetősen érdekes: két lefejezett fiatal férfi teste mellett egy korabeli táblás társasjátékot találtak.

### Dowth
Dowth (ír nyelven Dubhadh) a három fontos Brú na Bóinne-i folyosós halomsír legnagyobbika, amelyet leromlott állapota miatt a látogatók elől zárva tartanak, csak kívülről megtekinthető. A Kr. e. 3000 körül épült sír kör alaprajzú, átmérője 90 méter, magassága 15 méter. A szegélykövek nagy része az évezredek során eltűnt vagy megsemmisült, ma már csak alig néhány látható belőlük. A nyugatról nyíló hosszú folyosó egy szabálytalan kör alaprajzú kamrába vezet, ahol több, a falba vájt sírfülke található, s délről egy másik, kisebb L alakú kamra is csatlakozik hozzá. Feltehetően ez utóbbi a legrégibb kamrasír.

### További jelentős lelőhelyek
Az előzőektől méretében eltér, de talán korábbi keltezésű a 20 méteres átmérőjű, kör alakú Newgrange cursus, amely hajdan különféle rituálék helyszínéül szolgálhatott. Newgrange közelében több állókő és több feltáratlan halomalakulat is található. A Visitor Center több táblája és bemutatott tárgyai a Bóinne-völgy feltételzett hajdani életére utalnak. A Brú na Bóinne északi végében található a monknewtoni medence. A 30 méteres átmérőjű és 2 méter magas támfallal körbevett, hajdan vízzel telített gödörnek a feltételezések szerint a halottkultuszhoz volt köze. Az egy sírkamrás Townleyhall folyosósír Dowthtól 2 kilométerre északra van, egy neolitikus település mellett található.

## Lásd még
- Megalitok Írországban

### További irodalom
- M. Balfour: Titokzatos Megalitok: Képes kalauz Európa ősi helyeire. (hely nélkül): Hajja & Fiai. 1992.  ISBN 963 85404 27
- Atlas of Irish history. Ed. Sean Dufy. 2nd ed. (hely nélkül): G. Macmillan. 2000.  ISBN 978-0-7171-3093-1
- Peter Zöller: Irlands Erbe. (hely nélkül): G. Macmillan. 2001.  ISBN 0-7171-3208-0
- Nathaniel Harris: Heritage of Ireland. (hely nélkül): Bounty Books. 2006.  ISBN 0-7537-0556-7
- Kevin Eyres: The secrets of Ireland. (hely nélkül): Star Fire Books. 2006.  ISBN 1-84451-466-8
- L. Gerard – S. T. Perry: Írország: Útikönyv. (hely nélkül): Panemex-Grafo. 2006.  ISBN 963-9491-54-3
- Kovács Gáborján: Az Ír-sziget. Budapest: Cartographia. 2004.  ISBN 963-352-846-1
- UNESCO: A világ természeti csodái és kultúrkincsei IV: Nyugat-Európa. (hely nélkül): Alexandra. 1998.  ISBN 963-367-366-6
- J-B. Duroselle: Európa népeinek története. Budapest: Officina Nova. 1990.
- Trim Castle Meath (szórólap) Visitor Service of the OPW ( www.heritageireland.ie )
- Städten des Kullturerbes in Ireland 2007. (szórólap) ( www.heritageireland.ie )
- Brú na Bóinne Co. Meath (szórólap) The Manager Brú na Bóinne Visitor Centre Donore Co. Meath (2008. március 18.)